# Андрей Тарковски
Андрей Арсениевич Тарковски (на руски: Андрей Арсеньевич Тарковский) е един от най-значимите световни филмови режисьори и сценаристи, както и един от първите независими творци в съветското кино.
В творчеството на Тарковски се долавят мистични нюанси. Критиците го причисляват към гениалните творци на 7-мото изкуство наравно с Ингмар Бергман, Микеланджело Антониони и Федерико Фелини.

## Биография
Андрей Тарковски е роден в село Завраже (Завражье), Юревецки район, Ивановска промишлена област (днес в Кадийски район, Костромска област). Негов баща е известният поет Арсений Тарковски. Майка му Мария Вишнякова е завършила Литературния институт в Москва. Занимава се с литературна дейност, но сама унищожава стиховете и прозата, смятайки ги за лишени от художествена стойност.
През 1937 г. Арсений Тарковски напуска семейството. Събитието оставя травма в душата на момчето. Мария Вишнякова отглежда Андрей и сестра му с помощта на майка си. По време на Втората световна война се местят в гр. Юревец, а през 1943 г. – в Москва. Майката издържа семейството, работейки като коректор в печатница. Андрей Тарковски е записан в училище № 554, където е съученик с поета Андрей Вознесенски. Изучава изобразително изкуство и посещава курс по роял. През ноември 1943 г. се разболява от туберкулоза и прекарва близо половин година в болница.
През 1951 г. Тарковски завършва художественото училище „1905 година“ (наименувано на Руската революция от 1905 г.) и постъпва в Московския институт по ориенталистика, където изучава арабски език. Скоро след това се премества във Всерусийския научноизследователски институт (ВНИИ) по цветни метали. През 1953 г. заминава в състава на научна експедиция в Турухански район на Красноярския край, Сибир. В тайгата остава близо година. Там преосмисля бъдещето си и решава да следва режисура.
В 1954 г. постъпва във Всерусийския държавен институт по кинематография (ВГКИ), където следва режисура в класа на Михаил Ром. Жени се за състудентката си Ирма Рауш (1957 г.) Сближава се с Андрей Кончаловски и заедно работят по проекти за сценарии и късометражни филми. Върху общите им идеи влияние оказва творчеството на Акира Куросава, Луис Бунюел, Ингмар Бергман. Кончаловски става съсценарист на дипломната работа на Тарковски „Валяк и цигулка“ (1961 г.).
Когато през 1962 г. режисьорът Едуард Абалов не се справя със снимките на „Иваново детство“, задачата е поверена на Андрей Тарковски. Качествата на филма са високо оценени на кинофестивала във Венеция, където той печели „Златен лъв“ и става популярен.
През 1966 г. Тарковски снима втория си пълнометражен филм „Андрей Рубльов“, по сценарий, написан съвместно с Кончаловски. Филмът не допада на политическата върхушка в СССР и не излиза по кината в страната. „Совекспортфилм“ го продава заедно с други филми на френския киноразпространител Алекс Москович, чрез когото лентата попада на Кинофестивала в Кан. „Андрей Рубльов“ участва в извънконкурсната програма и получава наградата ФИПРЕСИ. В СССР е показан едва през 1971 г. Ръководството на страната (на власт по това време е Леонид Брежнев) гледа подозрително на Тарковски и отхвърля проекта му за следващ филм.

След като става известна връзката на Андрей Тарковски с Лариса Егоркина (помощник-режисьор на „Андрей Рубльов“), той напуска семейството си. Рядко вижда сина си Арсений (наречен на дядо си), а характерът му става все по-затворен, за което причина са и постоянните откази на предлаганите от него сценарии. През 1970 г. се развежда с Ирма Рауш и се жени за Лариса. Същата година започва снимките на фантастичния филм „Соларис“ (по романа на Станислав Лем), по чийто сценарий работи с Фридрих Горенщайн още от 1968 г. Филмът е завършен през 1972 г. и е показан в Кан, където печели наградата на журито. Тарковски присъства лично на премиерата. 
В 1974 г. на бял свят се появява дълго протаканият автобиографичен филм „Огледало“. На следващата година започва съвместна работа с Аркадий и Борис Стругацки по сценария на „Сталкер“ (филмът е фантастика – сталкерът е безкористен водач, съпровождащ хора до магическо място, където желанията им могат се изпълнят независимо от естеството им). Филмът е завършен през 1979 г. а на следващата година Тарковски печели награди на фестивалите в Кан и Таормина („Давид на Донатело“).
След снимките на „Носталгия“ (1980 – 1984 г.) в Италия, решава да остане в Европейския съюз, надявайки се на повече творческа свобода. На 10 юни на пресконференция в Милано той обявява публично намерението си, което е оценено от съветските власти, като предателство.
На следващата 1985 г. режисьорът започва работа по последния си филм, „Жертвоприношение“. В Кан филмът печели наградата на журито.
В края на 1985 г. Тарковски разбира, че е болен от рак на белите дробове. От януари 1986 г. се лекува в Париж. Със съдействието на Франсоа Митеран, който лично праща телеграма на Михаил Горбачов, от СССР идват Арсений Тарковски и Ана Егоркина (тъща на Андрей). Умира на 29 декември от рак на белия дроб. На 3 януари 1987 г. е погребан в руското гробище „Сен Женевиев де Боа“, край Париж.
От 6 до 13 юли 2007 г. в родния град на големия режисьор се провежда първото издание на международния кинофестивал, носещ името на филма му от 1975 г., „Огледало“.

## Филмография
| година | име на български           | име на руски                | бележки                                                 |
| ------ | -------------------------- | --------------------------- | ------------------------------------------------------- |
| 1956   | Убийци                     | Убийцы                      | учебен късометражен филм по разказа на Ърнест Хемингуей |
| 1957   | Днес уволнение няма да има | Сегодня увольнения не будет | учебен късометражен филм                                |
| 1958   | Концентрат                 |                             | учебен късометражен филм, не е запазен                  |
| 1961   | Валяк и цигулка            | Каток и скрипка             | късометражен, дипломна работа                           |
| 1962   | Иваново детство            | Иваново детство             | игрален филм                                            |
| 1969   | Андрей Рубльов             | Андрей Рублёв               | игрален, в две части                                    |
| 1972   | Соларис                    | Солярис                     | игрален, в две части                                    |
| 1975   | Огледало                   | Зеркало                     | игрален филм                                            |
| 1979   | Сталкер                    | Ста́лкер                     | игрален, в две части                                    |
| 1982   | Време за пътешествие       | Время путешествия           | документален                                            |
| 1983   | Носталгия                  | Ностальгия                  | игрален филм                                            |
| 1986   | Жертвоприношение           | Жертвоприношение            | игрален филм, други названия: Offret, The Sacrifice     |

## Театрални постановки
- 1977 г. – „Хамлет“ на Шекспир в Театъра на Ленинския комсомол, Ленинград. В главната роля – Анатолий Солоницин. Тарковски имал желание да направи филм по прочутата пиеса. Тази възможност не му се отдала.
- 1983 г. – „Борис Годунов“, опера на Модест Мусоргски в Ковънт Гардън, Лондон. Диригент – Клаудио Абадо.